# Джеймі Хьюлетт
Джеймі Крістофер Гьюлетт (англ. Jamie Christopher Hewlett; нар. 3 квітня 1968) — англійський творець коміксів, ілюстратор, режисер музичних відео та автор пісень. Є співавтором коміксів Tank Girl разом з Аланом Мартіном і співавтором віртуальної групи Gorillaz разом із фронтменом Blur Деймоном Албарном.

## Біографія

### Раннє життя
Джеймі Гьюлетт, виріс у Хоршамі, Західний Суссекс, була ученицею школи Tanbridge House School, місцевої загальноосвітньої школи для учнів віком 11–16 років. 1983 року він працював на студії Wardour Street у лауреата премії «Оскар» аніматора Боба Годфрі. Гьюлетт створив оригінальну ілюстрацію для пілотного анімаційного серіалу для Thames Television режисера Боба Годфрі з озвученням Пітера Хокінса, голосу Білла та Бена.

### Рання кар'єра
Журнал під назвою Deadline містив суміш коміксів британських творців, таких як Гьюлетт, і статей про музику та культуру. Мартін та Гьюлетт створили «Tank-Girl» — анархічний фільм про дівчинку-панк-підлітка, яка керувала танком і мала хлопця кенгуру- мутанта. Стрип миттєво став популярним і швидко став найобговорюванішою частиною Deadline. Ексцентричний стиль Гьюлетта виявився популярним, і він почав співпрацювати з групами Senseless Things і Cud, створюючи обкладинки для записів; він також спорадично публікував ілюстрації для журналу Commodore User.
Гьюлетт намалював мінісеріал «Дівчина-танкіст» для Vertigo imprint DC Comics, написаний Пітером Мілліганом.
Х'юлетт все ще брав участь у британських групах середини 1990-х, зокрема ілюстрував коміксну версію пісні Pulp «Common People».

### 21 століття
У той час він переїхав до квартири з Деймоном Албарном з Blur після того, як Гьюлетт розлучився з Олівером, і саме під час спільного проживання в цій парі спала на думку ідея Gorillaz, віртуального гурту. Албарн працював над музикою, а Гьюлетт придумував дизайн персонажів, і обидва придумували ідеї для учасників групи. Перший мініальбом Gorillaz вийшов у 2000 році, а потім перший альбом Gorillaz у 2001 році. 2005 року вийшов їхній другий повний студійний альбом Demon Days.
У 2007 році Гьюлетт та Албарн представили свою першу велику роботу після Gorillaz під назвою Monkey: Journey to the West, перероблення давньої китайської легенди Journey to the West. Албарн написав партитуру, тоді як Гьюлетт розробив декорації, анімацію та костюми. У шоу, написаному та адаптованому Чень Ши-чженом, взяли участь 45 китайських циркових акробатів, монахів Шаоліня та китайських вокалістів. Прем'єра відбулася в палацовому театрі Манчестера в рамках Манчестерського міжнародного фестивалю 28 червня 2007 року.
У листопаді 2015 року Гьюлетт дебютував зі своєю першою художньою виставкою під назвою «Сугестіоніст» у галереї Саатчі в Лондоні. Потім виставка дебютувала в США у галереї «Woodward» на Манхеттені в травні 2016 року.

## Роботи

### Комікси
- Tank Girl (арт, з Аланом Мартіном, у Deadline, 1988—1995)
- Суддя Дредд: «Spock's Mock Chocs» (художнє оформлення, разом із письменником Аланом Грантом і спільними мистецькими обов'язками з Бренданом Маккарті, у 2000 році AD № 614, 1989, зібрано в Judge Dredd: The Complete Case Files Volume 12, October 2008)
- Рано чи пізно: «Повернення Свіфті» (арт, разом із письменником Пітером Мілліганом, 2000 р. AD № 614–617, 1989)
- King Pant (письменник, з зображенням Філіпа Бонда, в A1 #2, Atomeka Press, 1989,ISBN 1-871878-11-X)
- Hellcity (арт, з письменником Аланом Мартіном, в A1 #4, Atomeka Press, 1990,ISBN 1-871878-56-X)
- Hell City II (арт, разом із письменником Аланом Мартіном, в A1 True Life Bikini Confidential, Atomeka Press, 1990,ISBN 1-871878-69-1)
- Hewligan's Haircut (з письменником Пітером Мілліганом, 2000 AD #700–707, 1990, зібрано в Hewligan's Haircut тверда палітурка, серпень 2003)
- Doom Patrol #50 (з Грантом Моррісоном, Vertigo, грудень 1991, зібрано в Doom Patrol, том 4: Musclebound, серпень 2006)
- Tank Girl: She's Fucking Great (письменник і художник, в A1 № 6, Atomeka Press, 1992)
- King Leon (арт, з письменником Пітером Мілліганом, в A1 #2–4, Epic Comics, 1992)
- Tank Girl: The Odyssey (арт, з письменником Пітером Мілліганом, міні-серія з 4 випусків, Vertigo, 1995)
- Отримайте халяву (письменник і художник, у The Face Vol. 2 #94 — Vol. 3 #5, 1996—1997)

#### Обкладинки
- Shade, the Changing Man #14–22 (DC Comics, серпень 1991 — квітень 1992)
- Doom Patrol № 52, 60 (з Грант Моррісон, Vertigo, 1 лютого 1992 р. та 1 жовтня 1992 р. зібрані в Doom Patrol, том 5: Чарівний автобус, 2007 і Doom Patrol, том 6: Planet Love, 2008)

### Музика
- Gorillaz
- Мавпа: Подорож на Захід
- Передня та задня обкладинки, а також додаткове зображення буклета другого альбому Mindless Self Indulgence, Frankenstein Girls Will Seem Strangely Sexy
- Задня обкладинка The Good, the Bad &amp; the Queen від The Good, the Bad &amp; the Queen
- Логотип Guitar Man для щорічного тижня концертів у Royal Albert Hall для Teenage Cancer Trust

### Мистецтво
- Under Water Colors — Old Truman Brewery — East London, 17–31 October 2009[15]